# Chelidonichthys kumu
Chelidonichthys kumu är en bottenfisk i familjen knotfiskar (Triglidae) som framför allt finns i södra Stilla havet och Indiska oceanen.

## Systematik
Arten är mycket lik den nära släktingen Chelidonichthys spinosus, och taxonomin mellan dessa arter är osäker.

## Utseende
En långsträckt fisk med stort, triangulärt huvud som har stora ögon och många taggar och benkammar. Fjällen är små, och saknas på bröstet. Färgen är normalt olivgrön till brunaktig, men skiftar till rött under stress. Den nedre/indre delen av bröstfenorna har stora svarta fläckar, omgivna av ett flertal ljusblå fläckar, som bleknar efter döden. Den främre ryggfenan har mellan 9 och 10 taggstrålar, medan den bakre består av 15 till 16 mjukstrålar. Även analfenan har enbart mjukstrålar, 14 – 16 till antalet. Osäkra uppgifter finns om att taggstrålarna skulle vara giftiga, men inga giftkörtlar har hittats. Arten kan bli 60 cm lång, och som mest väga 1,5 kg.

## Utbredning
I Indiska oceanen finns den från södra Moçambique till Sydafrika, vidare Stilla havet vid Australien, Nya Zeeland, Vietnam och norrut till Japan och Sydkorea. Rapporter finns också från Hongkong, Hawaii (ett fynd) och osäkra uppgifter från Chile

## Ekologi
Arten lever nära sandiga bottnar, gärna med inslag av snäckskal, från flodmynningar med brackvatten (framför allt ungfiskar) till kontinentalsockeln på ett djup av 200 m. Den förekommer dock vanligen mellan 75 och 150 m. Den kan även gå upp i rent sötvatten. Högsta konstaterade ålder är 15 år.

## Kommersiell användning
Chelidonichthys kumu anses vara en god matfisk, och ett kommersiellt trålfiske förekommer vid Sydafrika, Australien och Nya Zeeland. Fisken saluförs både färsk och frusen. Den genomsnittliga totala årliga fångsten mellan 2002 och 2006 var 4 993 ton, huvuddelen (3 726 ton) i nyzeeländska vatten.